# Saint-Priest (Ardèche)
Saint-Priest is een gemeente in het Franse departement Ardèche (regio Auvergne-Rhône-Alpes). De plaats maakt deel uit van het arrondissement Privas. Saint-Priest telde op 1 januari 2022 1.337 inwoners.

## Geografie
De oppervlakte van Saint-Priest bedroeg op 1 januari 2022 19,15 vierkante kilometer; de bevolkingsdichtheid was toen 69,8 inwoners per km².
De onderstaande kaart toont de ligging van Saint-Priest met de belangrijkste infrastructuur en aangrenzende gemeenten.

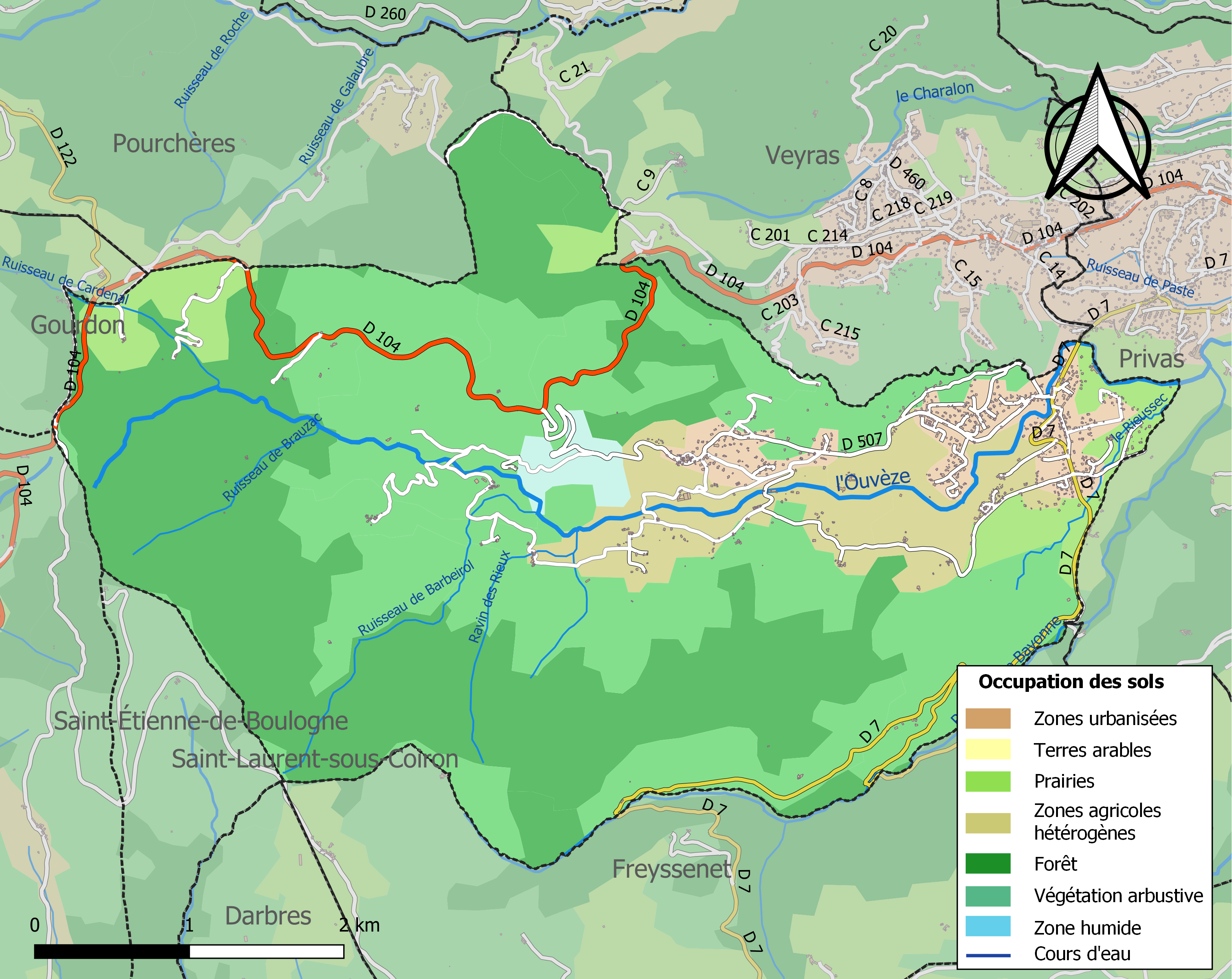

## Demografie
Onderstaande figuur toont het verloop van het inwonertal (bron: INSEE-tellingen).

Vanwege een beveiligingsprobleem met de MediaWiki Graph-software is het momenteel niet mogelijk deze grafiek weer te geven. Zodra de software is bijgewerkt zal de grafiek vanzelf weer zichtbaar worden.